# W Wish
W Wish (W〜ウイッシュ〜 pronunciado Double Wish?) es una serie de anime emitido como parte de la "Hora Princess", acompañada de Final Approach. Se emitió entre octubre de 2004 y enero de 2005. Al igual que Final Approach, la serie estuvo basada en un videojuego del mismo nombre distribuido por Trinet Entertainment.

## Argumento
Junna Tōno es un estudiante de preparatoria de la Escuela Privada Sakurahama, y tiene una hermana gemela llamada Senna. Sin embargo, un accidente de tránsito en el pasado le arrebató a sus padres y sus recuerdos. Junna sobrevivió al accidente, y desde entonces vive únicamente con su hermana, aunque sus parientes lo han cuidado.
Su vida presente con Senna en la misma escuela es tan placentera que le permite olvidar su duro pasado. Sin embargo, Junna comienza a recobrar los recuerdos que perdió en el accidente. Él disfruta de los días felices y placenteros, pero se siente intranquilo respecto a su pasado, su presente y su futuro. ¿Cuál será la verdad escondida en su memoria?

## Personajes
Junna Tōno (遠野潤和 Tōno Junna?)
Seiyū:Jun Fukuyama
El protagonista masculino. Es muy popular tanto con sus compañeras de clase como con algunos de sus compañeros varones. Sin embargo, las cosas no son lo que parecen a causa de él y Senna. Al final se vio forzado a tomar una difícil decisión; escoger entre vivir en un mundo con Senna, o un mundo con sus padres y Haruhi siendo su hermana.
Senna Tōno (遠野泉奈 Tōno Senna?)
Seiyū:Ai Shimizu
La hermana gemela de Junna. Debido a la muerte de sus padres en un accidente de tránsito, Junna y su hermana viven solos en casa. Senna y Junna confían y se apoyan el uno en el otro, y es por esto que Senna es muy apegada a su Onii-chan (hermano mayor). Sin embargo, la existencia de Senna es dudosa puesto que no existe en el mundo real, sólo en el mundo que ella y Junna han creado por su deseo; ambos desearos que Senna existiera, creando de este modo un mundo en el que ella existía. Tristemente, cumplir el deseo requirió de una compensación, así que sus padres dejaron de existir, así como Haruhi, quien era su hermana, pasando a ser amiga de la infancia de Junna. Se suponía que ella sería la hermana gemela de Junna en el mundo real también, pero no nació, y es ésta la razón por la cual ella no existe en el mundo real y pidió su deseo.
Sana Fujie (藤枝彩夏 Fujie Sana?)
Seiyū:Tomoko Kaneda
Estudiante de primer grado de secundaria en la Escuela Privada Sakurahama. Es parte del club de Ayuda y Literatura. Tiene una actitud brillante y siempre está tratando de ayudar, pero siempre las cosas terminan peor de lo que estaban.
Akino Iida (飯田秋乃 Iida Akino?)
Seiyū:Yuuka Nanri
Representante de la clase de Junna. Se siente atraída y a la vez muy asustada por lo sobrenatural.
Haruhi Inohara (井ノ原春陽 Inohara Haruhi?)
Seiyū:Ryōko Shintani
Estudiante recientemente transferida a la Escuela Privada Sakurahama. Es una amiga de la infancia de Junna, a quien llama su "Onii-chan". Un tanto apegada a Junna, puesto que en el mundo real ellos son hermanos, aunque en el mundo creado sean sólo amigos de la infancia. Se suponía que ella no existiría en ese mundo, pero llegó a él en busca de Junna, quien desapareció súbitamente del mundo real.
Tomokazu Kishida (岸田智一 Kishida Tomokazu?)
Seiyū:Yoshinori Fujita
Amigo de Junna, y hermano gemelo de Tomo. Al parecer se siente sexualmente atraído por Junna.
Tomo Kishida (岸田智 Kishida Tomo?)
Seiyū:Miyu Matsuki
Hermana gemela de Tomokazu, un amigo de Junna. Parece tener una personalidad de serie y expresiones estoicas. Es también la Guardiana del Tiempo.
Tsubasa Ōtori (鳳つばさ Ōtori Tsubasa?)
Seiyū:Saeko Chiba
La "idolo" de la escuela; rica, inteligente y atractiva. Pertenece al club de Ayuda y Literatura.

## Música
- Opening: "KIZUNA" por Ayane
- Ending: "Omoide good night" por tiaraway